# Lian Ross
Lian Ross (née Josephine Hiebel), née le 8 décembre 1962 à Hambourg, est une chanteuse  allemande de Hi-NRG et d'Euro disco. 
Elle est surtout connue pour son succès Young Hearts Run Free (en), lancée par Blanco y Negro Music en Espagne le 9 septembre 2009. Elle a également enregistré des reprises qui ont obtenu un certain succès, tels Do You Wanna Funk de Sylvester et You're My Heart, You're My Soul de Modern Talking, ainsi que des chansons originales telles Say You'll Never, Fantasy et Scratch My Name. En 2005, elle a lancé une compilation intitulée The Best of and More.

## Discographie

### Albums
| Année | Titre                                     | Pseudonyme   | Genre      | Label          | Pays      |
| ----- | ----------------------------------------- | ------------ | ---------- | -------------- | --------- |
| 1995  | Enjoy                                     | Tears n' Joy | Eurodance  | Luiggi Records | Espagne   |
| 1998  | Oh La La La                               | 2 Eivissa    | Dance      | Control        | Allemagne |
| 1998  | Neuer Kurs                                | Negakuss     | Hip-hop    | Marlboro Music | Allemagne |
| 1999  | Next Generation                           | Fun Factory  | Pop        | Marlboro Music | Europe    |
| 1999  | Next Generation (Japanese Deluxe Edition) | Fun Factory  | Pop        | Victor         | Japon     |
| 2002  | ABC Of Music                              | Fun Factory  | Pop        | Victor         | Japon     |
| 2003  | Are You Ready?                            | 2 Eivissa    | Dance      | Blanco y Negro | Espagne   |
| 2004  | The Best Of...And More                    | Lian Ross    | Euro disco | ZYX Music      | Allemagne |
| 2008  | Maxi-Singles Collection Vol. 1            | Lian Ross    | Euro disco | ESonCD         | Russie    |
| 2008  | Maxi-Singles Collection Vol. 2            | Lian Ross    | Euro disco | ESonCD         | Russie    |
| 2013  | I Got The Beat                            | Lian Ross    | Eurohouse  | Weiss Records  | Espagne   |

### Singles
| Année | Titre                                                  | Genre       | Label                |
| ----- | ------------------------------------------------------ | ----------- | -------------------- |
| 1985  | Fantasy / Saturday Night                               | Italo disco | ZYX Records          |
| 1985  | Say You'll Never / I Need A Friend                     | Italo disco | ZYX Records          |
| 1986  | It's Up To You                                         | Disco       | Arrow Records        |
| 1986  | Neverending Love "Rap" / Neverending Love "Song"       | Hip-hop     | Arrow Records        |
| 1987  | Do You Wanna Funk / Magic Moment                       | Disco       | Chic                 |
| 1987  | Oh Won't You Tell Me / Reach Out                       | Euro disco  | Chic                 |
| 1988  | Say Say Say                                            | Synthpop    | Polydor              |
| 1989  | Feel So Good                                           | House       | Polydor              |
| 1993  | Fantasy `93 / Trying To Forget You                     | Eurohouse   | Almighty Records     |
| 1994  | I Will Die For Love                                    | Trance      | unreleased track     |
| 1994  | Keep This Feeling                                      | Eurodance   | Polydor              |
| 1996  | When I Look Into Your Eyes                             | Pop         | unreleased track     |
| 1998  | Fantasy `98                                            | Eurohouse   | ZYX Music            |
| 1998  | Fantasy (Remix)                                        | Eurohouse   | ZYX Music            |
| 2004  | Fantasy 2004                                           | Techno      | Dance Street Records |
| 2005  | I Wanna                                                | Techno      | House Nation         |
| 2005  | Never Gonna Lose                                       | Eurohouse   | ZYX Music            |
| 2007  | On The Road Again                                      | House       | Storm                |
| 2009  | Young Hearts Run Free                                  | Eurohouse   | Blanco y Negro       |
| 2012  | Minnie The Moocher                                     | Jazzhouse   | Blanco y Negro       |
| 2013  | Say You'll Never 2013 (Promo Only)                     | Eurohouse   | Team 33              |
| 2014  | Get Closer (Duett with David Tavare)                   | Eurohouse   | Team 33              |
| 2014  | All We Need Is Love (feat. TQ)                         | Eurohouse   | ZYX Music            |
| 2014  | Good Feeling Power (feat. Big Daddi)                   | Eurohouse   | Team 33              |
| 2015  | Dale Duro (as 2 Eivissa)                               | Latino      | Blanco y Negro       |
| 2015  | You're My Heart, You're My Soul 2015 (feat. Big Daddi) | Eurohouse   | Team 33              |

### Collaborations
| Année | Titre           | Pseudonyme                       | Genre | Album               |
| ----- | --------------- | -------------------------------- | ----- | ------------------- |
| 2007  | König           | Matthias Reim                    | Rock  | Männer Sind Krieger |
| 2008  | A chi mi dice   | Bino feat. Jobel                 | Pop   | Emozioni            |
| 2008  | Solo Tú         | David Tavaré                     | Pop   | La Vida Viene Y Va  |
| 2008  | La Vita é Bella | Oliver Lukas                     | Pop   | Für Dich            |
| 2012  | Liebe           | Oliver Lukas Duett Mit Lian Ross | Pop   | Seiltänzer          |
| 2013  | Am Fenster      | Matthias Reim                    | Rock  | Unedlich            |

### Singles (Pseudonymes)
| Année | Titre                                                 | Pseudonyme            | Genre              | Label                      |
| ----- | ----------------------------------------------------- | --------------------- | ------------------ | -------------------------- |
| 1981  | I Know / Gimme More                                   | Josy                  | Pop Rock           | TELDEC                     |
| 1982  | Do The Rock / What'd You Say                          | Josy                  | Pop Rock           | TELDEC                     |
| 1983  | Mama Say / Stop And Go                                | Josy                  | Pop Rock           | TELDEC                     |
| 1984  | Magic / Who Said You're The One                       | Josy                  | Italo disco        | Master Records             |
| 1985  | Tengo Tengo'                                          | Chicano               | Disco              | TELDEC                     |
| 1985  | Scratch My Name / Baby I'm On My Way                  | Creative Connection   | Euro disco         | Chic                       |
| 1985  | Call My Name / I'm On My Way                          | Creative Connection   | Euro disco         | Chic                       |
| 1985  | You're My Heart, You're My Soul / Dancing To The Beat | Creative Connection   | Euro disco         | TELDEC                     |
| 1985  | Viva El Amor                                          | Don Luis Y Compania   | Disco              | WEA                        |
| 1985  | Mañana / Hey Mr. DJ                                   | Loco Loco             | Disco              | Constant                   |
| 1986  | Don't You Go Away / That E-Motion                     | Creative Connection   | Euro disco         | Arrow Records              |
| 1990  | My World Is Empty Without You / I Need You By My Side | Dana Harris           | Funk               | WEA Musik GmbH             |
| 1991  | Bacardi Feeling (Summer Dreaming)                     | Divina                | Reggae             | Control                    |
| 1992  | Jimmy Mack / It Is Good To You                        | Dana                  | Funk               | RCA                        |
| 1992  | Rhythm Is A Dancer                                    | Key Biscayne          | Eurohouse          | Polystar                   |
| 1992  | I Love Your Smile                                     | Shona                 | Pop                | Control                    |
| 1992  | Gimme Gimme Gimme / Summernight City                  | Stockholm Underground | Eurohouse          | Control                    |
| 1993  | All That She Wants                                    | Bass Of Spades        | Pop                | Ultrapop                   |
| 1993  | Wheel Of Fortune                                      | Bass Of Spades        | Pop                | Ultrapop                   |
| 1993  | Teenage Revolution                                    | Divina                | Eurohouse          | Ultrapop                   |
| 1993  | Feel It                                               | Hi-Q                  | Eurohouse          | DJ's Delight               |
| 1993  | Go Before You Break My Heart / Brand New              | Tears n' Joy          | Eurodance          | RCA                        |
| 1993  | I Will Always Love You / Let's Groove Tonight         | Tears n' Joy          | Eurohouse          | RCA                        |
| 1994  | You Got To Be Strong                                  | Avant Garde           | Eurohouse          | DJ's Delight               |
| 1994  | Let's Go To Heaven                                    | Hi-Q                  | Eurohouse          | DJ's Delight               |
| 1995  | Can You Imagine?                                      | Exotica               | Trance             | Dance Pool                 |
| 1995  | Upside Down                                           | Joelle                | Funk               | BMG                        |
| 1995  | Take My Life                                          | Tears n' Joy          | Eurodance          | Luiggi Records             |
| 1996  | Boom Boom Boom                                        | Boom Boom Club        | House              | ROD Records                |
| 1996  | Another World                                         | DJ Pierro             | Trance             | Maad Records               |
| 1996  | I Want Your Sex                                       | Exotica               | Eurohouse          | Dance Pool                 |
| 1996  | Celebrate                                             | Happy House           | Eurohouse          | ROD Records                |
| 1996  | How Deep Is Your Love / I Wanna Dance With Somebody   | Jay Jay               | Eurohouse          | MCA Records                |
| 1996  | Let Me Dream Forever                                  | Joelle                | Pop                | unreleased track           |
| 1996  | We Got To Move                                        | Teeko X               | House              | Club Tools                 |
| 1996  | Killing Me Softly                                     | Teeko X feat. Rod D.  | House Hip-Hop      | Club Tools                 |
| 1997  | I Fear                                                | Dreamscape            | Pop                | Eastwest Records GmbH      |
| 1998  | Move Your Body (Tu Tu Tu Tu Ta, Oh La)                | 2 Eivissa             | Eurohouse          | Control                    |
| 1998  | This Must Be Love                                     | Joelle                | Europop            | BMG                        |
| 1999  | Bad Girl                                              | 2 Eivissa             | Eurohouse          | Blanco y Negro             |
| 1999  | I Wanna Be Your Toy                                   | 2 Eivissa             | Eurohouse          | Polydor                    |
| 1999  | 2 Funky                                               | 2 Funky               | Eurohouse          | Marlboro Music             |
| 1999  | If You Believe                                        | Cherry                | Eurohouse          | Marlboro Music             |
| 1999  | House Of Love / Get The Rhythm / Next To You          | Fun Factory           | Eurohouse          | Victor                     |
| 1999  | Sha-La-La-La-La                                       | Fun Factory           | Eurohouse          | Marlboro Music             |
| 1999  | Wish                                                  | Fun Factory           | Pop Rap            | Marlboro Music             |
| 1999  | Hambubas                                              | Negakuss              | Hip-hop            | Marlboro Music             |
| 1999  | Das Leben Ist Nich Leicht                             | Negakuss              | Hip-hop            | Marlboro Music             |
| 2000  | Viva La Fiesta                                        | 2 Eivissa             | Eurohouse          | Blanco y Negro             |
| 2001  | El Pelotón                                            | 2 Eivissa             | Eurohouse          | Blanco y Negro             |
| 2002  | Meaning Of My Life                                    | 2 Eivissa             | Eurohouse          | Blanco y Negro             |
| 2002  | Suddenly                                              | Dana Harris           | Eurohouse          | DA Records                 |
| 2002  | I Need Your Love                                      | Pierro feat. Joelle   | Eurohouse          | EMI                        |
| 2003  | Boy Are You Ready                                     | 2 Eivissa             | Eurohouse          | House Nation               |
| 2003  | Fire In The Sky                                       | 2 Eivissa             | Eurohouse          | House Nation               |
| 2003  | I Would Die For Love                                  | Exotica               | Progressive Trance | Limite Records / Bit Music |
| 2004  | Hey Boy                                               | 2 Eivissa             | Eurohouse          | House Nation               |
| 2004  | What Is Love?                                         | Exotica               | House progressive  | Limite Records / Bit Music |
| 2005  | Amigo                                                 | 2 Eivissa             | Eurohouse          | Blanco y Negro             |

## Vidéographie
- 1984 - Magic
- 1984 - You Light Up My Life
- 1985 - Fantasy (Live at Formel Eins)
- 1986 - Neverending Love
- 1987 - Oh, Won't You Tell Me
- 1988 - Say, Say, Say
- 1989 - Say, Say, Say (Die Spielbude: Mic Mac)
- 1989 - Feel So Good (1st version)
- 1989 - Feel So Good (2nd version)
- 1990 - My World Is Empty Without You
- 1996 - Upside Down
- 1996 - Upside Down (Live at Dance Haus)
- 1996 - Another World
- 1999 - I Wanna Be Your Toy
- 2004 - Say You'll Never (Discoteka 80's)
- 2004 - Scratch My Name (Discoteka 80's)
- 2012 - Minnie The Moocher